# Mockava
Mockava (polnisch Maćkowo, russisch Мацьковъ Mazkow) ist eine litauische Siedlung in der ethnographischen Region Suvalkija und liegt etwa sechs Kilometer nördlich der Grenze zu Polen.

## Geschichte
Ein bis heute erhaltener Gutshof im Ortsgebiet gehörte bis 1842 dem russischen General Alexander Suworow, anschließend Oberst K. Svidai.

## Bahnhof

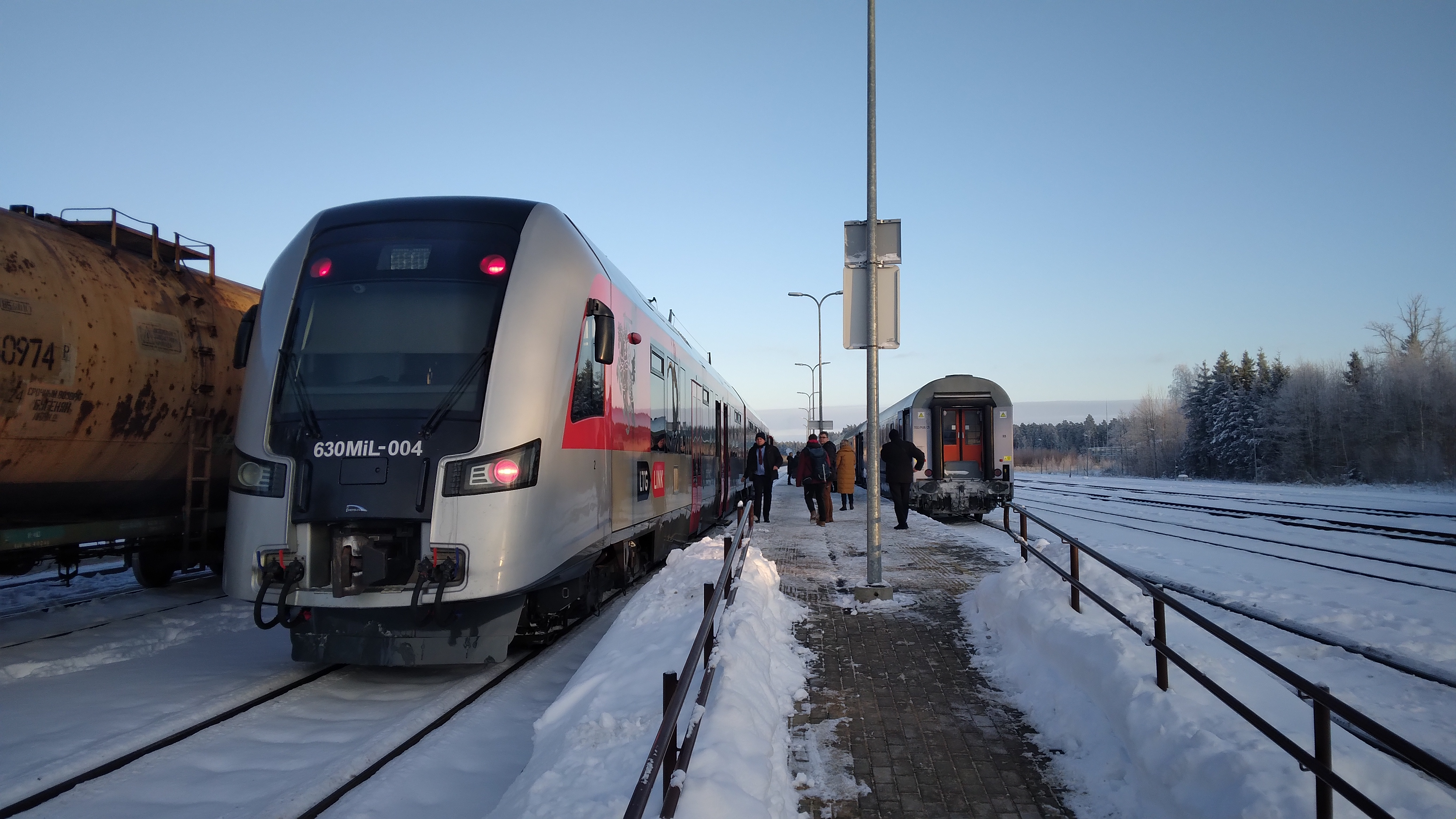
Umsteigende Reisende in Mockava

Der Bahnhof Mockava befindet sich circa sechs Kilometer östlich des Dorfes Mockava im inzwischen unbewohnten Dorf Žalioji. Dort konnte von der 1435 Millimeter breiten Normalspur, die in Polen und dem Großteil der EU der Standard ist, auf die 1520 Millimeter breite Russische Breitspur gewechselt werden, die wiederum in den Nachfolgestaaten der Sowjetunion üblich ist. Die Station wurde 2011 im Zuge der geplanten Rail Baltica Strecke von Warschau nach Helsinki auf vier Gleise erweitert und inzwischen wurde das Schienennetz bis Kaunas zur europäischen Breite umgebaut. Der Bahnhof wird einmal täglich durch den polnischen Bahnanbieter PKP und den litauischen Bahnbetreiber LTG Link bedient. (Stand Januar 2025) Im Mai 2025 kündigten beide Bahnbetreiber an, künftig zwei tägliche Direktverbindungen von Vilnius nach Warschau einzuführen, wodurch der bisherige Zugwechsel in Mockava entfiele.
Eine Umspurung entsprechender Züge ist in Mockava möglich, wird jedoch seit der Einstellung der Direktverbindung Warschau – Vilnius nicht mehr durchgeführt.